# Mountain Brook
La ville américaine de Mountain Brook est située dans le comté de Jefferson, dans l’État de l’Alabama. En 2013, sa population s’élevait à 20 359 habitants.

## Démographie
| 1950  | 1960   | 1970   | 1980   | 1990   | 2000   | 2010   | - |
| ----- | ------ | ------ | ------ | ------ | ------ | ------ | - |
| 8 359 | 12 680 | 19 509 | 19 718 | 19 810 | 20 604 | 20 413 | - |

## Source
- (en) Cet article est partiellement ou en totalité issu de l’article de Wikipédia en anglais intitulé « Mountain Brook, Alabama » (voir la liste des auteurs).